# Milton, Gravesham
Milton är en ort i distriktet Gravesham, i grevskapet Kent, i England. Milton var en civil parish fram till 1915 när blev den en del av Gravesend. Civil parish hade 14 994 invånare år 1911. Byn nämndes i Domedagsboken (Domesday Book) år 1086, och kallades då Meletune.